# Beachhandball-Afrikameisterschaften
Die Beachhandball-Afrikameisterschaften sind die offizielle Meisterschaft für A-Nationalmannschaften im Beachhandball der Confédération Africaine de Handball.
Beachhandball ist eine auf dem afrikanischen Kontinent weitestgehend junge, sich aber sehr schnell entwickelnde Sportart. Ägypten war zwar 2004 der erste Weltmeister, danach konnten afrikanische Mannschaften nicht mehr in die Weltspitze finden. Das erste regionale Turnier für Nationalmannschaften auf dem afrikanischen Kontinent fand 2019 im Rahmen der African Beach Games statt.
Drei Jahre später wurde schließlich das erste Mal eine kontinentale Meisterschaft für Afrika ausgeschrieben. Damit war Afrika der letzte der sechs Kontinentalverbände der IHF, der eine eigene Kontinentalmeisterschaft eingeführt hatte. Hier werden neben einem kontinentalen Meister auch die Teilnehmer Weltmeisterschaften sowie der World Games ermittelt werden. Aufgrund der Einschränkungen durch die COVID-19-Pandemie nahmen am Ende nur zwei Männermannschaften Nordafrikas teil, die in drei Spielen den ersten kontinentalen Meister ermittelten, der mit Ägypten zugleich auch schon der erste Weltmeister war.

## Männer
| 2022 Details | Casablanca, Marokko | Ägypten | keine Playoffs | Marokko | nur zwei Teilnehmer | nur zwei Teilnehmer | nur zwei Teilnehmer |